# Episodi de I misteri di Rock Island (prima stagione)
La prima stagione della serie televisiva I misteri di Rock Island (Rock Island Mysteries) è andata in onda sul canale televisivo australiano 10 shake dall'2 al 27 maggio 2022 e il giorno successivo su Nickelodeon. In Italia i primi 5 minuti della stagione sono stati pubblicati in anteprima sul canale Youtube di Nickelodeon Italia e dal 20 giugno 2022 viene trasmessa su Nickelodeon.
| n° | Titolo originale                 | Titolo italiano                    | Prima TV Australia | Prima TV Italia |
| -- | -------------------------------- | ---------------------------------- | ------------------ | --------------- |
| 1  | Happy Birthday, Taylor!          | Buon compleanno, Taylor            | 2 maggio 2022      | 20 giugno 2022  |
| 2  | Bermuda Queen                    | Il Bermuda Queen                   | 3 maggio 2022      | 21 giugno 2022  |
| 3  | Something in the Water           | L'acqua misteriosa                 | 4 maggio 2022      | 22 giugno 2022  |
| 4  | Who's That Girl                  | Chi è quella ragazza?              | 5 maggio 2022      | 23 giugno 2022  |
| 5  | Distress Call                    | Richiesta d'aiuto                  | 6 maggio 2022      | 24 giugno 2022  |
| 6  | A Tale of Two Taylors            | La storia delle due Taylor         | 9 maggio 2022      | 25 giugno 2022  |
| 7  | The Shadow                       | L'ombra                            | 10 maggio 2022     | 26 giugno 2022  |
| 8  | Hurricane Jonah                  | L'uragano Jonah                    | 11 maggio 2022     | 27 giugno 2022  |
| 9  | Text Message in a Bottle         | SMS in bottiglia                   | 12 maggio 2022     | 28 giugno 2022  |
| 10 | Sea Shell                        | La conchiglia                      | 13 maggio 2022     | 29 giugno 2022  |
| 11 | Treasure Map                     | La mappa del tesoro                | 16 maggio 2022     | 30 giugno 2022  |
| 12 | Taylor's Dream                   | Il sogno di Taylor                 | 17 maggio 2022     | 1 luglio 2022   |
| 13 | A Date with Atlantis             | Appuntamento con Atlantide         | 18 maggio 2022     | 2 luglio 2022   |
| 14 | Mystery of the Forgotten Mystery | Il mistero del mistero dimenticato | 19 maggio 2022     | 3 luglio 2022   |
| 15 | A Young Mystery                  | Un giovane mistero                 | 20 maggio 2022     | 4 luglio 2022   |
| 16 | Day of the Octopus               | La giornata del polpo              | 23 maggio 2022     | 5 luglio 2022   |
| 17 | Pong Plant                       | La pianta puzzolente               | 24 maggio 2022     | 6 luglio 2022   |
| 18 | Brain Swap                       | Scambio di cervelli                | 25 maggio 2022     | 7 luglio 2022   |
| 19 | Lights in the Sky                | Luci nel cielo                     | 26 maggio 2022     | 8 luglio 2022   |
| 20 | The Mystery of Raquel            | Un addio inaspettato               | 27 maggio 2022     | 9 luglio 2022   |